# تفاوت‌های غیرقابل مقایسه
تفاوت‌های حل نشدنی (انگلیسی: Irreconcilable Differences) فیلمی در ژانر درام و کمدی رمانتیک به کارگردانی چارلز شایر است که در سال ۱۹۸۴ منتشر شد. این فیلم در دو بخش بهترین بازیگر زن (کمدی یا موزیکال) (شلی لانگ) و بهترین بازیگر نقش مکمل زن (درو بریمور) نامزد دریافت جایزه گلدن گلوب شد.

## بازیگران
- رایان اونیل
- شلی لانگ
- درو بریمور
- آلن گارفیلد
- دیوید گراف
- سام وانامیکر
- شارون استون
- دیوید پیمر
- استوارت پنکین
- شارلوت استوارت
- الن گیر
- لوانا آندرس
- ویلیام ای. فریکر
- اشتفن زاخاریاس